# Askam in Furness
Askam in Furness är en ort i Storbritannien.   Den ligger i grevskapet Cumbria och riksdelen England, i den centrala delen av landet, 400 km nordväst om huvudstaden London. Antalet invånare är 3 499.
Terrängen runt Askam in Furness är platt åt sydväst, men åt nordost är den kuperad. Havet är nära Askam in Furness åt sydväst. Runt Askam in Furness är det ganska tätbefolkat, med 129 invånare per kvadratkilometer. Närmaste större samhälle är Barrow-in-Furness, 8,1 km söder om Askam in Furness. Trakten runt Askam in Furness består i huvudsak av gräsmarker.